# Resolução 325 do Conselho de Segurança das Nações Unidas
A Resolução 325 do Conselho de Segurança das Nações Unidas, adotada em 26 de janeiro de 1973, após reconhecer a oferta do governo do Panamá de fazer o que fosse necessário para hospedar o Conselho e o apoio do Grupo Latino-Americano a essa ideia, o Conselho decidiu realizar reuniões na Cidade do Panamá, de 12 a 21 de março de 1973. A pauta dessas reuniões seria "Consideração de medidas para a manutenção e fortalecimento da paz e segurança internacionais na América Latina, em conformidade com as disposições e princípios da Carta". O Conselho solicitou ao Secretário-Geral que entrasse em negociações com o governo panamenho para concluir um acordo de conferência apropriado.
O Presidente do Conselho declarou que a resolução foi aprovada por unanimidade, na ausência de quaisquer objeções .